# 制限酵素
制限酵素（せいげんこうそ、英：Restriction enzyme; REase）は、制限部位として知られるDNAの特定の配列部位の内部、あるいはその近くでDNAを特異的に切断する酵素の一種である。制限酵素はDNA切断活性を持つエンドヌクレアーゼと呼ばれる酵素群のうちの1つであり、特に制限エンドヌクレアーゼとも呼ばれる。タンパク質の複合体構造やDNA基質の認識部位、切断位置などの点から、一般的には5種類に分類される。すべての制限酵素は、DNA二重らせんの各糖リン酸骨格（つまり主鎖）を切断する活性を持つ。
制限酵素はバクテリアや古細菌などの原核生物において広く見られる酵素であり、ウイルス感染に対する防御メカニズム（制限修飾系）に関わっている。このシステムでは、制限消化と呼ばれるプロセスにより、原核生物の細胞内で制限酵素が外来DNAを選択的に切断する。一方で宿主のDNAは、ゲノムDNAを修飾酵素（メチルトランスフェラーゼ）などで事前に化学修飾を施すことで、制限酵素によるDNA切断をブロックして自身のDNAを保護している。これらの2つのプロセスが一緒になることで、制限修飾システムが形成される。
2005年までに、250以上の異なる配列特異性を表す3,600以上の制限酵素が知られている。これらのうち3,000以上が詳細に研究されており、800以上が試薬として今までに市販されてきた。これらの酵素は、実験室でのDNA切断に日常的に使用されており、制限酵素は今日の分子生物学において必要不可欠なツールとなっている。具体的には、分子クローニングや遺伝子組み換え、制限地図の作成、RFLPの解析などに用いられている。
制限酵素は、おそらく共通の祖先から進化し、遺伝子の水平伝播を介して広まったと考えられている。また、制限酵素は利己的な遺伝子要素として進化してきたという説もある。

## 歴史
制限酵素という用語は、制限修飾系によってλファージなどのバクテリオファージが原核生物への感染を防御される（ファージの感染が宿主によって「制限」される）現象を調べた研究に由来している。この現象は、1950年代初頭にサルバドール・ルリア、ジャン・ヴァイグレ、ジュゼッペ・ベルターニらによって行われ、最初に確認された。この研究において、大腸菌のある任意の菌株（例えば大腸菌C株系統）でよく増殖するバクテリオファージを別の大腸菌株（例えば大腸菌K株系統）で培養させると、その収量が大幅に（3〜5桁程度）低下することが示された。この例では、λファージにとって大腸菌Kは制限宿主であり、λファージの生物学的活性を低下させる能力を持っていることが示唆される。同様に、ある細菌株でファージが定着すると、他の細菌株ではそのファージの増殖能力が制限されることも分かった。その後、1968年に、スイスのヴェルナー・アーバー (Werner Arber) やアメリカのハミルトン・スミス (Hamilton Othanel Smith) によって、この感染の制限はファージDNAの酵素的な切断によって引き起こされることが示され、関与する酵素は制限酵素と呼ばれるようになった。
この時にアーバーとメセルソンによって研究された制限酵素は、認識部位からランダムにDNAを切断する、いわゆるI型制限酵素であった。1970年、ハミルトン・O.・スミス、トーマス・ケリー、ケント・ウィルコックスは、インフルエンザ菌から最初のII制限酵素であるHind IIを分離し、酵素学的な特性を明らかにした。このタイプの制限酵素は、認識配列の部位で厳密にDNAを切断する機能を持っているため、分子生物学のツールとして有用であった。その後、ダニエル・ネイサンズ（Daniel Nathans）とKathleen Dannaは、ポリアクリルアミドゲル電気泳動を使用して、制限酵素によって切断されたシミアンウイルス40 （SV40）DNAは、特定の長さの断片に離できるが生成されることを示した。このことはすなわち、制限酵素はDNAのマッピングにも利用することができることを示している。制限酵素の発見と特性評価におけるこれらの功績により、1978年のノーベル生理学・医学賞がヴェルナー・アーバー、ダニエル・ネイサンズ、ハミルトン・O・スミスに授与された。制限酵素の発見によりDNAの操作が可能になり、組換えDNA技術の開発が進んだことで、例えば糖尿病患者が使用するヒトインスリンタンパク質の大規模生産など、多くの用途に繋がった。

## 認識部位

パリンドローム（回分構造）の認識サイトでは、両方の鎖が同じ方向（5' -> 3'）で制限酵素に認識されるため、主鎖と逆鎖でそれぞれ同じように酵素に認識される。

一般的な制限酵素は、特定のDNA配列を認識し 、その付近あるいはその配列内部でDNA二本鎖を切断する。認識部位の塩基数が一般的に4〜8塩基程度のものが多い。この認識配列の塩基数は、ゲノム上に出現する制限酵素サイトの頻度にも影響を与える。例えば4塩基認識部位の場合、理論的には4^4＝256bpに1回の頻度でゲノム上に制限酵素サイトが出現することになり、6塩基認識部位の場合は4^6＝4,096bpごとに1回、8塩基認識部位では4^8＝65,536bpに1回出現することになる。
認識部位にはパリンドローム（回文配列）のものが多く見られる。この場合、認識サイトは主鎖と逆鎖の両方で制限酵素に認識されることになる。理論的に可能なパリンドローム配列としては、2つのタイプがある。1つ目は、鏡のような回文であり、例えばGTAATGといった配列のように、同じDNA鎖で前方から読んでも後方から読んでも同じ配列となる場合である。他方で、逆方向反復パリンドロームと呼ばれる配列では、例えばGTATACの配列のように、相補的な関係にあるDNA鎖において、同じDNA方向（5' -> 3'）から読むと主鎖も逆鎖も同じ配列になる。後者の逆方向反復パリンドロームは、鏡パリンドロームよりも一般的にゲノム中に見られ、生物学的にも重要である。
同じ配列を認識するさまざまな制限酵素は、ネオシゾマーと呼ばれ、これらは異なる切断サイトを持つ場合がある。ネオシゾマーのうち、同じ配列を認識し同じ箇所で切断する酵素はイソシゾマーと呼ばれる。
平滑末端（ブラント・エンド）
SmaIなどが知られる。

粘着末端(スティッキー・エンド)
EcoRIなどが知られる。

## 種類
すべてのタイプの制限酵素は、特定の短いDNA配列を認識し、DNAエンドヌクレアーゼによる切断活性により、末端に5'-リン酸を持つようなDNAフラグメントを生成する。天然に存在する制限酵素は、そのタンパク質構造や酵素補因子の要件、認識配列、およびDNA切断部位の位置に基づいて、大きく4つのグループ（タイプI、II III、およびIV）に分類されている。また、制限酵素の研究が進むにつれて、このグループに入らないような酵素の存在も報告されている。以下、各グループの一般的な特徴を概説する。
- タイプI酵素（ EC 3.1.21.3 ）認識サイトから離れたサイトで劈開する。機能するにはATPとS-アデノシル-L-メチオニンの両方が必要である。制限消化とメチラーゼの両方を備えた多機能タンパク質（ EC 2.1.1.72 ）活性を持つ。
- タイプII酵素（ EC 3.1.21.4 ）認識部位内または認識部位から特定の短い距離で切断する。ほとんどがマグネシウムを補因子として必要とする。メチラーゼに依存しない単一機能（制限消化）酵素である。
- タイプIII酵素（ EC 3.1.21.5 ）認識サイトから少し離れたサイトで劈開する。 活性にはATPが必要である。 S-アデノシル-L-メチオニンは反応を促進するが、必須ではない。EC 2.1.1.72との複合体の一部として存在する。
- タイプIV酵素は、未修飾DNAを認識する上記のタイプとは異なり、メチル化、ヒドロキシメチル化、およびグルコシルヒドロキシメチル化された修飾DNAを標的とする。
- タイプV酵素はガイドRNA（gRNA）を利用する。

### I型
I型制限酵素は、大腸菌の2つの異なる株（K-12およびB）で最初に同定された。これらの酵素は、認識部位からランダムな距離（400～7000bp程度）離れた、異なる部位でDNAを切断する。これらのランダムな部位での切断は、DNA転座のプロセスに従っており、このことはこれらのタイプの酵素が分子モーターでもあることを示している。認識部位は非対称であることも多く、2つのDNA認識部位を持っている。それぞれ3〜5塩基程度を認識し、6〜8塩基程度の非特異的スペーサー配列によって区切られている。例えば、EcoKIという酵素は、AACNNNNNNGTGCという配列を認識する（ただし、NはATCGのどの塩基でもよいことを示す）。
これらの酵素は多機能であり、標的DNAのメチル化状態に応じて、制限消化と修飾の両方の活性が可能である。補因子としてｍS-アデノシルメチオニン（AdoMet）、加水分解されたアデノシン三リン酸（ ATP ）、およびマグネシウム（Mg 2+ ）イオンが、完全な活性に必要である。タイプI制限酵素は、HsdR・HsdM・HsdS（または単純にR・M・S）と呼ばれる3つのサブユニットから構成される。Rが切断活性、Mがメチル化活性、Sが配列特異性を担っており、制限消化にはHsdRが特に必要である。 HsdMは宿主DNAにメチル基を付加するために必要であり（メチルトランスフェラーゼ活性）、HsdSは制限消化（DNA切断）と修飾（DNAメチルトランスフェラーゼ）活性の両方に加えて認識（DNA結合）部位の特異性にとって重要である。メチル化されていないDNAに対してはATP要求性のヌクレアーゼとして、片鎖がメチル化されているDNAに対してはS-アデノシル-L-メチオニンを要求するメチラーゼとして働く。
認識部位が特異的であるのに対し、二本鎖DNAの切断部位は認識部位から様々な距離で起こるため、切断部位に再現性が乏しく、またDNAのメチル化も引き起こすため、遺伝子工学には利用が難しい。

### II型
典型的なII型制限酵素は、ホモ二量体を形成するものが多い。多くの場合で認識部位は1つであり、パリンドロームの場合が多く、長さは4〜8塩基程度である。通常はメチラーゼとは独立している。DNA認識部位の内部でDNAを切断し、その活性にATPやAdoMetを使用しない。通常、補因子として必要なのはMg2+のみである。これらの酵素は、二重らせんDNAのホスホジエステル結合を切断する。両方のストランドの中央で切断して平滑末端を生成するか、あるいはスタッガード位置で粘着末端と呼ばれるオーバーハングを残して切断をする。切断点は認識部位内かそのごく近傍に限定されている。遺伝子工学の実験に広く利用できることから、試薬会社から市販されているもののほとんどの種類をこの型の酵素が占める。
II型制限酵素は研究分野で最も一般的に利用されている制限酵素である。1990年代と2000年代初頭にかけで様々な特徴をもつII型制限酵素が発見され、II型酵素の典型的な特性からの逸脱に基づいて、様々なII型酵素のサブファミリーが定義された。これらのサブグループは、文字の接尾辞を使用して定義されている。これは排他的な分類ではなく、たとえばIIA型でかつIIS型の酵素や、IIB型でかつIIH型の酵素などが存在する。
IIP型：認識配列がパリンドローム(palindrome)になっている酵素。DNA配列をホモ2量体で認識する。
IIA型:認識配列が非対称(asymmetric)な酵素。
IIB型:切断部位が認識部位の両側2箇所(both)となる酵素。多量体であり、複数のサブユニットを含む。AdoMetとMg2 +補因子の両方を必要とする。例えば、BcgIやBplIが知られている。
IIC型:ヌクレアーゼ活性とメチラーゼ活性が1つのポリペプチドに融合している酵素。
IIE型:活性に認識部位が2箇所必要で、そのうち1箇所が切断され、もう1箇所はエフェクターとして作用する酵素。一方の認識部位は切断の標的として機能し、もう一方の認識部位は酵素切断の効率を加速または改善するアロステリックエフェクターとして機能する。例えば、NaeIが知られる。
IIF型:活性に認識部位が2箇所必要で、その両方が切断される酵素。例えばNgoMIVが知られる。IIG型:S-アデノシルメチオニンの影響を受ける酵素。古典的なタイプII制限酵素のように単一のサブユニットから構成されるが、活性には補因子としてAdoMetが必要である。例えばEco57Iが知られる。
IIH型:遺伝子としてはI型に似ているが、活性はII型のように振る舞う酵素。
IIM型:メチル化された特定の配列を認識し切断する酵素。例えばDpnIが知られる。
IIS型:2本鎖のうち少なくとも片方が認識部位より外側で切断される酵素。非パリンドロームな認識部位から、特定の長さ分離れた箇所でDNAを切断する。この特性は、ゴールデンゲートクローニングなどのin vitroクローニング技術で応用されている。これらの酵素は二量体として機能する可能性がある。例えばFok Iが知られる。
IIT型:DNA配列をヘテロ2量体で認識する酵素。2つの異なるサブユニットで構成されている。パリンドローム配列を認識するものもあれば、非対称の認識部位を持つものもある。例えばBpu10IやBslIなどが知られる。

### III型
III型制限酵素（EcoP15など）は、逆向きの2つの別々の非パリンドローム配列を認識し、認識部位の約20〜30塩基後方の部位を切断する。III型制限酵素はRes（P08764）とMod（P08763）の2つのサブユニットから構成され、DNAメチル化と制限消化の2つの機能を持つ多機能タンパク質である。それぞれの活性にはAdoMetとATP補因子を必要とする。外来DNAの侵入から生物を保護する原核生物のDNA制限修飾系として機能する。Modサブユニットは、特定のDNA配列を認識する、修飾メチルトランスフェラーゼである。すなわち、I型制限エンドヌクレアーゼのMおよびSサブユニットと機能的に同等である。一方で、Resはそれ自体には酵素活性を持たないが、制限消化には必要となる。タイプIII酵素は、5〜6 bpの短い非対称DNA配列を認識し、25〜27 bp下流で切断して、短い一本鎖5 '突起を残す。制限消化の活性には、2つの逆に配向された非メチル化認識部位の存在が必要となる。そのため、細胞分裂時に新たに複製されたDNA（二本鎖のうち、複製の鋳型となる一方の鎖のみが修飾されており、新規合成された鎖には修飾が入っていない状態のDNA）であっても、制限消化から保護するのに十分である。タイプIII酵素は、N6アデニンメチルトランスフェラーゼのベータサブファミリーに属し、モチーフI、 AdoMet結合ポケット（FXGXG）、モチーフIV、触媒領域（S/D/N（PP）Y/F）など、このファミリーを特徴付ける9つのモチーフを含んでいる。
ModとResと呼ばれる2つのサブユニットから構成されており、Modが配列の認識とS-アデノシルメチオニンを用いたメチル化を行う。ResはDNA切断に必要なサブユニットだが、単独ではヌクレアーゼ活性を持っていない。認識配列は逆位反復になっている必要があり、その両方がメチル化されていない場合のみ片方から約25bp離れた位置をATP要求的に切断する。

### IV型
IV型制限酵素は、通常はメチル化修飾されたDNAを認識し切断を施す。大腸菌におけるMcrBCやMrrが知られている。

## 制限酵素の例
| 制限酵素                 | 由来                                      | 認識部位              | 切断様式                                |
| ------------------------ | ----------------------------------------- | --------------------- | --------------------------------------- |
| AluI *                   | Arthrobacter luteus                       | 5'AGCT 3'TCGA         | 5'---AG CT---3' 3'---TC GA---5'         |
| BamHI                    | Bacillus amyloliquefaciens                | 5'GGATCC 3'CCTAGG     | 5'---G GATCC---3' 3'---CCTAG G---5'     |
| ClaI                     | Caryophanon latum                         | 5'ATCGAT 3'TAGCTA     | 5'---AT CGAT---3' 3'---TAGC TA---5'     |
| EcoRI                    | 大腸菌 (Escherichia coli)                 | 5'GAATTC 3'CTTAAG     | 5'---G AATTC---3' 3'---CTTAA G---5'     |
| EcoRV *                  | 大腸菌 (Escherichia coli)                 | 5'GATATC 3'CTATAG     | 5'---GAT ATC---3' 3'---CTA TAG---5'     |
| HaeIII *                 | Haemophilus egytius                       | 5'GGCC 3'CCGG         | 5'---GG CC---3' 3'---CC GG---5'         |
| HindIII                  | インフルエンザ菌 (Haemophilus influenzae) | 5'AAGCTT 3'TTCGAA     | 5'---A AGCTT---3' 3'---TTCGA A---5'     |
| HinfI                    | インフルエンザ菌 (Haemophilus influenzae) | 5'GANTC 3'CTNAG       | 5'---G ANTC---3' 3'---CTNA G---5'       |
| HpaI *                   | インフルエンザ菌 (Haemophilus influenzae) | 5'GTTAAC 3'CAATTG     | 5'---GTT AAC---3' 3'---CAA TTG---5'     |
| HpaII                    | インフルエンザ菌 (Haemophilus influenzae) | 5'CCGG 3'GGCC         | 5'---C CGG---3' 3'---GGC C---5'         |
| KpnI                     | Klebsiella pneumoniae                     | 5'GGTACC 3'CCATGG     | 5'---GGTAC C---3' 3'---C CATGG---5'     |
| NotI                     | Nocardia otitidis                         | 5'GCGGCCGC 3'CGCCGGCG | 5'---GC GGCCGC---3' 3'---CGCCGG CG---5' |
| PovII *                  | Proteus vulgaris                          | 5'CAGCTG 3'GTCGAC     | 5'---CAG CTG---3' 3'---GTC GAC---5'     |
| PstI                     | Providencia stuartii                      | 5'CTGCAG 3'GACGTC     | 5'---CTGCA G---3' 3'---G ACGTC---5'     |
| SacI                     | Streptomyces achromogenes                 | 5'GAGCTC 3'CTCGAG     | 5'---GAGCT C---3' 3'---C TCGAG---5'     |
| SalI *                   | Streptomyces albus                        | 5'GTCGAC 3'CAGCTG     | 5'---G TCGAC---3' 3'---CAGCT G---5'     |
| Sau3A                    | 黄色ブドウ球菌 (Staphylococcus aureus)    | 5'GATC 3'CTAG         | 5'--- GATC---3' 3'---CTAG ---3'         |
| SmaI *                   | Serrana mauceceus                         | 5'CCCGGG 3'GGGCCC     | 5'---CCC GGG---3' 3'---GGG CCC---5'     |
| TaqI                     | Thermus aquaticus                         | 5'TCGA 3'AGCT         | 5'---T CGA---3' 3'---AGC T---5'         |
| * = 平滑末端 (blunt end) |                                           |                       |                                         |